# 高邑站
高邑站，位于中华人民共和国河北省石家庄市高邑县高邑镇，是京广铁路上的火车站，建于1903年，由中国铁路北京局集团邯郸车务段管辖。

## 歷史
- 建于1903年。

## 车次信息
截至2025年6月，高邑站开行两趟普速列车，均为过路车，具体信息如下。
| 目的地 | 车次 | 列车所属路局 |
| ------ | ---- | ------------ |
| 成都西 | K385 | 沈阳局集团   |
| 成都西 | K117 | 成都局集团   |

## 車站周邊
- 高邑汽车站
- 高邑县交通运输局
- 高邑县国土资源局
- 高邑豪庭假日酒店

## 外部連結
- 中国铁路客户服务中心 （页面存档备份，存于）